# 28 година касније: Храм костију
28 година касније: Храм костију (енгл. 28 Years Later: The Bone Temple) је предстојећи постапокалиптични хорор филм из 2026. године, који је режирала Нија Дакоста према сценарију који је написао Алекс Гарланд. Представља четврто остварење у филмском серијалу 28 дана касније и снимљен је истовремено са својим претходником, 28 година касније (2025). Главне улоге у филму тумаче Арон Тејлор Џонсон, Џек О’Конел и Килијан Марфи.
Филм ће изаћи 16. јануара 2026. године.

## Улоге
| Глумац             | Улога            |
| ------------------ | ---------------- |
| Арон Тејлор Џонсон | Џејми            |
| Џек О’Конел        | сер Џими Кристал |
| Килијан Марфи      | Џим              |
| Ема Лејрд          | Џимима           |